# جوشکاری پالس مغناطیسی

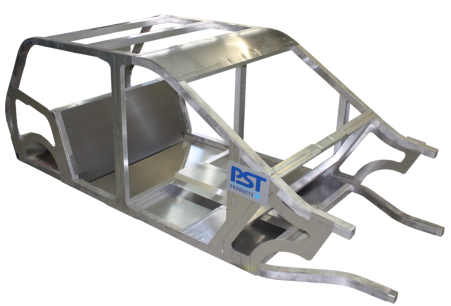
Magnetic pulse welded space frame

جوشکاری پالس مغناطیسی (انگلیسی: Magnetic pulse welding) یا (MPW) یک فرایند جوشکاری حالت جامد است که با استفاده از نیروهای مغناطیسی دو قطعه کار را به هم جوش می‌دهد. مکانیسم این جوشکاری بیشترین شباهت را به مکانیزم جوشکاری انفجاری دارد. جوشکاری پالس مغناطیسی از اوایل دهه ۱۹۷۰ آغاز شد، زمانی که صنعت خودروسازی شروع به استفاده از جوشکاری حالت جامد کرد. بزرگترین مزیت استفاده از جوشکاری پالس مغناطیسی این است که از تشکیل فازهای بین‌فلزی شکننده جلوگیری می‌شود؛ بنابراین، فلزات غیرمشابه را می‌توان جوش داد، که نمی‌توان به‌طور مؤثر با جوشکاری ذوبی آن‌ها را به یک دیگر متصل کرد. با جوشکاری پالس مغناطیسی می‌توان بدون نیاز به گازهای محافظ یا مواد مصرفی جوشکاری، جوشکاری با کیفیت بالا در فلزات مشابه و غیرمشابه را در میکروثانیه ایجاد کرد

## فرایند

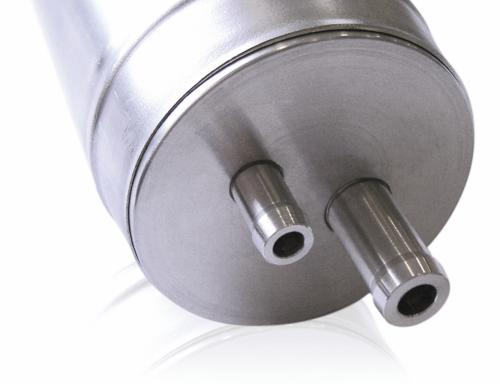
Magnetic pulse welded HVAC pressure vessel

جوشکاری پالس مغناطیسی بر اساس یک پالس الکترومغناطیسی بسیار کوتاه ({\displaystyle <100\mu s}) است که با تخلیه سریع خازن‌ها از طریق سوئیچ‌هایی با ضریب خودالقایی پایین به یک سیم‌پیچ بدست می‌آید. جریان پالسی با دامنه و فرکانس بسیار بالا (۵۰۰ کیلوآمپر و ۱۵ کیلوهرتز) یک میدان مغناطیسی با چگالی شار بالا تولید می‌کند که باعث ایجاد جریان گردابی در یکی از قطعات می‌شود. نیروهای دافعه لورنتس ایجاد می‌شوند و فشار مغناطیسی زیادی فراتر از استحکام تسلیم مواد باعث ایحاد شتاب می‌شود و یکی از قطعات با سرعت برخورد تا ۵۰۰ متر بر ثانیه (۱۱۰۰ مایل در ساعت) بر قسمت دیگر فشرده می‌شود.
در طول جوشکاری پالس مغناطیسی، یک تغییر شکل پلاستیک زیاد همراه با تنش برشی بالا و اختلال اکسید به دلیل جت و دمای بالا در نزدیکی منطقه برخورد ایجاد می‌شود. این امر به دلیل اصلاح ریزساختار، نا به جایی‌ها، نوار لغزش، میکرو دوقلوها و تبلور مجدد موضعی منجر به جوشکاری حالت جامد می‌شود.

## اصول
برای بدست آوردن جوش محکم، باید به چندین شرط دست یافت:
- شرایط جت: برای تولید جت باید سرعت برخورد کمتر از سرعت صوت در مواد اصلی باشد.
- شرایط فشار بالا: سرعت برخورد باید برای به دست آوردن یک شرایط هیدرودینامیکی کافی باشد، در غیر این صورت قطعات فقط چین خورده یا شکل می گیریند.
- در هنگام برخورد هیچ ذوبی صورت نگیرد: اگر فشار بیش از حد زیاد باشد، مواد می‌توانند به صورت موضعی ذوب شده و دوباره جامد شوند. این می‌تواند باعث جوشکاری ضعیف شود.

تفاوت اصلی بین جوشکاری پالس مغناطیسی و جوشکاری انفجاری این است که زاویه برخورد و سرعت در طی فرایند جوشکاری انفجاری تقریباً ثابت هستند، در حالی که در جوشکاری پالس مغناطیسی به‌طور مداوم تغییر می‌کنند.

## مزایا
- اجازه جوشکاری طرح‌هایی را می‌دهد که با سایر فرایندها چالش‌برانگیز یا غیرممکن است.
- پالس سرعت بالا از ۱۰ تا ۱۰۰ میکروثانیه طول می‌کشد، تنها محدودیت زمانی، بارگیری، تخلیه و زمان شارژ خازن است.
- کاهش زمان کم به دلیل قطعات مصرفی مورد نیاز کمتر (به عنوان مثال الکترود) و عدم نیاز به تمیز کردن.
- مناسب برای تولید انبوه: معمولاً ۱–۵ میلیون جوش در سال.
- امکان‌پذیر بودن جوشکاری فلزات غیر مشابه.
- جوشکاری پالس مغناطیسی، فرایندی سرد بوده و دمای فلزات پایه از 30 درجه‌ی سانتی‌گراد فراتر نمی‌رود. بنابراین منطقه تأثیر پذیرفته گرمایی (تفگاه) ایجاد نمی‌کند.
- به مواد پرکننده نیاز ندارد.
- فرایند سبز: دود و تابش ندارد و تجهیزات استخراج مورد نیاز نیست.
- خلوص ماده و صافی سطح حفظ می‌شود.
- جوشکاری می‌تواند بدون گاز محافظ انجام شود. می‌تواند برای مهر و موم کردن قطعات تحت خلأ استفاده شود.
- استحکام مکانیکی محل اتصال از ماده اصلی بیشتر است.
- با تنظیم میدان مغناطیسی، پارامترهای جوش را می‌توان به صورت الکترونیکی با دقت بالا تغییر داد.
- بسته به مواد قطعه و هندسه می‌توان اعوجاج را به صفر رساند.
- تنش‌های پسماند تقریباً صفر می‌شود.
- در منطقه جوشکاری هیچ خوردگی‌ای ایجاد نمی‌شود.

## معایب
- انجام جوش‌هایی که تقریباً دایره‌ای نیستند چالش‌برانگیز است.
- ممکن است نیاز به تغییر هندسه قطعات باشد تا فرایند پالس مغناطیسی امکان‌پذیر شود.
- اگر قطعات را نتوانیم به داخل و خارج سیم‌پیچ پالس بلغزانیم، یک سیم‌پیچ چند بخشی پیچیده‌تر باید طراحی شود.
- در صورت تغییر مواد یا ابعاد، ممکن است لازم باشد که سیم‌پیچ پالس دوباره طراحی شود.
- اجزای شکننده ممکن است در اثر شوک شکسته شوند (استفاده از موادی مانند شیشه را مستثنی نمی‌کند، اما این مسئله باید مورد توجه قرارگیرد).
- ممکن است اثر پالس الکترومغناطیس (EMP) را در هر قطعه الکترونیکی که در داخل یا نزدیک قطعه اصلی وجود دارد، ایجاد کند.
- هزینه اولیه سرمایه‌گذاری ممکن است از قیمت جوشکاری قطعات کم حجم بیشتر شود.

## کاربردهای صنعتی
یکی از کاربردهای طبیعی جوشکاری پالس مغناطیس جایگزینی لحیم کاری است. در صنعت لوازم خانگی، تقاضا برای روشی که بتواند با کاهش احتمال ایجاد خوردگی، جایگزین لحیم کاری سنتی شود، رو به رشد است. این فرایند با محدود کردن اثرات متقابل دو فلز (Metallic Interaction)، خطر خوردگی را کاهش می‌دهد.
با ایجاد کمی تغییر در طراحی، بسیاری از قطعاتی که پیش تر با استفاده از فرایند جوشکاری اصطکاکی متصل می‌شدند، می‌توانند با جوشکاری پالس مغناطیس اتصال یابند. در بسیاری از موارد این امر اجازه می‌دهد تا لوله‌های اکسترود شده به جای میله‌هایی که نیاز به ماشین‌کاری دارند، استفاده شود.
این فرایند همچنین کاربردهایی در صنایع خودروسازی یافته‌است. به عنوان مثال می‌توان از جوشکاری لوله‌های بزرگ شکل گرفته به کمک فرایند هیدروفرمینگ، ساخت چارچوب خودرو، اتصال لوله‌کشی تهویه مطبوع، پوشش دهی سیستم‌های اگزوز و جوشکاری لوله‌های صندلی خودروها نام برد.

## شبیه‌سازی عددی MPW
تحقیقات عددی مختلفی انجام شد تا نحوه رفتار منطقه اتصال MPW و رفتار در پرواز پروازگر را پیش‌بینی کند تا شرایط برخورد مشخص شود. به‌طور کلی، سرعت پروازگر قبل از برخورد قطعات پدیده منطقه حد فاصل را مدیریت می‌کند. این مولفه مشخص باید براساس فرایند و مولفه‌های قابل تنظیم فرایند، شناخته شود. اگرچه، اندازه‌گیری‌های آزمایشی با استفاده از روش‌های لیزری سرعت سنجی ارزیابی دقیقی از سرعت پروازگر را ارائه می‌دهد (یکی از نمونه‌های این اندازه‌گیری، سرعت‌سنجی فوتون داپلر (PDV) است). محاسبات عددی توصیف بهتری از سرعت پرواز را از نظر توزیع مکانی و زمانی ارائه می‌دهد. علاوه بر این، یک محاسبه چند فیزیکی از فرایند MPW، جریان الکتریکی را از طریق سیم‌پیچ در نظر گرفته و رفتار فیزیکی را برای یک مسئله اتصال الکترومغناطیسی-مکانیکی محاسبه می‌کند. گاهی اوقات، این شبیه‌سازی‌ها همچنین می‌توانند اثر حرارتی را در طول فرایند درنظر بگیرند. همچنین برخی از جزئیات فعل و انفعالات فیزیکی فرایند، معادلات حاکم، فرایند واضح سازی و شرایط مرزی و اولیه را ارائه می‌دهد. این مدل برای نشان دادن قابلیت محاسبه سه بعدی برای پیش‌بینی رفتار فرایند و به ویژه، حرکت‌شناسی و تغییر شکل ماکروسکوپی استفاده می‌شود.